# Jens Jørgen Thorsen
Jens Jørgen Thorsen (Holstebro, 2 de febrer de 1932 - Laholms, 15 de novembre de 2000) va ser un artista, director i músic de jazz danès les obres del qual de vegades van crear polèmica.
Thorsen va començar la seva carrera artística assistint periòdicament a la Reial Acadèmia de Belles Arts de Dinamarca. Jens Jørgen Thorsen va formar part del Moviment de la Internacional Situacionista, en particular, els seus happenings i la seva col·laboració amb Jørgen Nash estan ben documentats.
Thorsen també va escriure, dirigir i protagonitzar diverses pel·lícules, la més notable d'elles va ser Stille dage i Clichy (1970), basat en la novel·la de Henry Miller.
En pintura, Thorsen va pintar una sèrie d'obres abstractes, que s'han tornat cada cop més col·leccionables. També va provocar controvèrsia amb una obra que representava Jesús d'una manera que alguns consideraven pornogràfica. Thorsen va planejar una pel·lícula anomenada The Love Affairs of Jesus Christ, i havia d'incloure actes tant heterosexuals com homosexuals. Els plans cinematogràfics es van reunir amb fortes protestes nacionals i internacionals i acusacions de blasfèmia que van fer que Det Danske Filminstitut li retirés el seu suport financer. La pel·lícula s'havia d'haver fet a la Gran Bretanya, però es va enfrontar a una intensa oposició de l'activista de la moral cristiana Mary Whitehouse, grups de pressió, així com de la reina, l'aleshores el primer ministre James Callaghan, l'arquebisbe de Canterbury Donald Coggan, i el papa Pau VI, que va qualificar la pel·lícula "un insult... que transforma Crist en esquer sacríleg per a la falsedat bruta". The Return of Jesus (1992) (un projecte completament diferent) es va fer després que la prohibició del projecte original fos rescindida el 1990.
Thorsen també va ser músic de jazz i cofundador del grup Papa Bue's Viking Jazzband.

## Filmografia
- Jesus vender tilbage (1992)
- Retfærdighedens rytter (1989)
- Lys (1988)
- Oviri (1986) (skuespiller)
- Wet Dreams (1974)
- Guld til præriens skrappe drenge (1971)
- Stille dage i Clichy (1970)
- Et år med Henry  (documental) (1967)
- Herning 1965 (1966)
- Porno-Shop (1965)
- Frelse for dig og mig (1965)
- Do You Want Success? (1964)
- The Situationist Life (1964)
- Flash, Splash, Plash (1963)
- Stopforbud (curtmetratge) (1963)
- Fotorama (1960)